# Justin Shonga
Justin Shonga (Chipata, Zambia; 5 de noviembre de 1996 – Lusaka, Zambia; 30 de junio de 2024) fue un futbolista zambiano que jugó en la posición de delantero.

## Carrera

### Club
| Periodo   | Club                            |
| --------- | ------------------------------- |
| 2016-2017 | Nkwazi FC                       |
| 2017-2018 | Orlando Pirates                 |
| 2018-2019 | Tshakhuma Tsha Madzivhandila FC |
| 2020–2021 | Cape Town City FC               |
| 2021      | Ismaily SC                      |
| 2022      | Sekhukhune United FC            |
| 2023      | Nkwazi FC                       |
| 2023–2024 | FC Gagra                        |
| 2024      | Najran SC                       |

### Selección nacional
Jugó para Zambia en 33 ocasiones de 2017 a 2021 y anotó 16 goles, participó en dos ediciones de la Copa COSAFA y en la clasificación para la Copa Africana de Naciones de 2019.		

#### Goles con selección nacional
| N.º | Fecha      | Sede                                          | Rival        | Marcador | Resultado      | Torneo                                                        |
| --- | ---------- | --------------------------------------------- | ------------ | -------- | -------------- | ------------------------------------------------------------- |
| 1.  | 5-7-2017   | Moruleng Stadium, Saulspoort, Sudáfrica       | Tanzania     | 2–1      | 4–2            | Copa COSAFA 2017                                              |
| 2.  | 5-7-2017   | Moruleng Stadium, Saulspoort, Sudáfrica       | Tanzania     | 4–1      | 4–2            | Copa COSAFA 2017                                              |
| 3.  | 22-7-2017  | National Heroes Stadium, Lusaka, Zambia       | Suazilandia  | 1–0      | 3–0            | Clasificación para el Campeonato Africano de Naciones de 2018 |
| 4.  | 12-8-2017  | Buffalo City Stadium, East London, Sudáfrica  | Sudáfrica    | 2–2      | 2–2            | Clasificación para el Campeonato Africano de Naciones de 2018 |
| 5.  | 19-8-2017  | Levy Mwanawasa Stadium, Ndola, Zambia         | Sudáfrica    | 1–0      | 2–0            | Clasificación para el Campeonato Africano de Naciones de 2018 |
| 6.  | 19-8-2017  | Levy Mwanawasa Stadium, Ndola, Zambia         | Sudáfrica    | 2–0      | 2–0            | Clasificación para el Campeonato Africano de Naciones de 2018 |
| 7.  | 21-3-2018  | Levy Mwanawasa Stadium, Ndola, Zambia         | Sudáfrica    | 1–1      | 2–2 (4–5 pen.) | 2018 Four Nations Tournament                                  |
| 8.  | 8-9-2018   | Sam Nujoma Stadium, Windhoek, Namibia         | Namibia      | 1–1      | 3–1            | Clasificación para la Copa Africana de Naciones de 2019       |
| 9.  | 11-9-2018  | Stade d'Angondjé, Libreville, Gabón           | Gabón        | 1–0      | 1–0            | Amistoso                                                      |
| 10. | 10-10-2018 | Levy Mwanawasa Stadium, Ndola, Zambia         | Guinea-Bisáu | 2–0      | 2–1            | Clasificación para la Copa Africana de Naciones de 2019       |
| 11. | 14-10-2018 | Estádio 24 de Setembro, Bissau, Guinea-Bissau | Guinea-Bisáu | 1–0      | 1–2            | Clasificación para la Copa Africana de Naciones de 2019       |
| 12. | 13-10-2019 | Stade Charles de Gaulle, Porto-Novo, Benín    | Benín        | 1–0      | 2–2            | Amistoso                                                      |
| 13. | 13-10-2019 | Stade Charles de Gaulle, Porto-Novo, Benín    | Benín        | 2–1      | 2–2            | Amistoso                                                      |
| 14. | 8-7-2021   | Wolfson Stadium, Port Elizabeth, Sudáfrica    | Lesoto       | 1–0      | 1–2            | Copa COSAFA 2021                                              |
| 15. | 13-7-2021  | Wolfson Stadium, Port Elizabeth, Sudáfrica    | Botsuana     | 1–0      | 2–1            | Copa COSAFA 2021                                              |
| 16. | 13-7-2021  | Wolfson Stadium, Port Elizabeth, Sudáfrica    | Botsuana     | 2–1      | 2–1            | Copa COSAFA 2021                                              |